# تپه داش قالاخ
تپه داش قالاخ مربوط به دوران‌های تاریخی پس از اسلام است و در شهرستان تاکستان، بخش ضیاء آباد، روستای شاکین واقع شده و این اثر در تاریخ ۱۷ اسفند ۱۳۸۱ با شمارهٔ ثبت ۷۷۰۳ به‌عنوان یکی از آثار ملی ایران به ثبت رسیده است.